# R.I.O.
R.I.O. es un grupo alemán de música R&B, House y Electro 
Formado por DJ Manian (Manuel Reuter), Yanou (Yann Peifer) y Neal Antone (como vocalista).

## Trayectoria musical

### Creación
En el año 2007, Yann y Manuel desarrollaron el proyecto R.I.O., una mezcla de house, electro y reggae cercana al panorama veraniego de Ibiza. R.I.O. ha alcanzado la fama con grandes éxitos veraniegos de música de baile como Shine On o When The Sun Comes Down. Ambos artistas han tenido cierto éxito en el panorama dance internacional con anterioridad. Dj Manian es un conocido Dj de cierta relevancia en cuanto a la música trance europea. El éxito más importante del artista y productor Yann Pfeiffer es Heaven, una colaboración con Dj Sammy's. Yanou y Dj Manian forman, junto a la cantante Natalie Horler, el grupo dance Cascada. Desde el año 2006, Cascada ha creado importantes temas como Everytime We Touch o Perfect Day que han sido bailados en todas las discotecas del mundo.
El nombre deriva de su primera grabación con el mismo título, así como del relanzamiento de "De Janeiro". En sus canciones, Manian y Yanou son activos como autores, compositores y productores. Andrés Ballinas, un buen amigo del dúo, colaboró como autor.
R.I.O. interpretó el papel de Jesucristo (de Nazaret) en el video musical "Shine On".
Además de sus propios lanzamientos, a menudo aparecen como remezcladores. Las canciones de artistas que graban para su propio sello Zooland Records, por ejemplo, ItaloBrothers o King & White, así como los lanzamientos de viejos y nuevos solos de los miembros Manian y Yanou, se mezclan de manera irregular en el estilo ordinario de R.I.O.
Inicialmente lanzaron sus canciones en Zooland hasta que firmaron un contrato con el sello alemán Kontor Records en 2011. Anteriormente habían publicado canciones individuales en Kontor, pero no se llegó a ningún contrato hasta 2011. Dos contratos más para la publicación internacional de sus canciones cerraron en 2011 con el sello discográfico sueco Roxy Recordings y el sello holandés Spinnin' Records.
El artista estadounidense de pop, R&B y hip-hop nacido en Estados Unidos, U-Jean (Alex Hutson), se utilizó en algunas grabaciones. En 2012, "Party Shaker" fue cantada por Nicco. Esto confirmó que R.I.O. fue un proyecto de dos DJs con varias voces. En las presentaciones en vivo, U-Jean representó al dúo.
Después de que Tony T. abandonó el proyecto, R.I.O. se hizo conocido con un dúo formado por Manian y Yanou con U-Jean actuando en sus conciertos y en videos. Las canciones cantadas por U-Jean se acreditan como "R.I.O. feat. U-Jean".

### Primeros éxitos
Como De Janeiro fue un éxito en los grandes clubes de todo el mundo, Yanou y Manian pidieron a Neal (profesionalmente conocido como Tony T.) que estuviera al frente del proyecto de RIO. En 2008, primero fue Shine On y más adelante también When The Sun Comes Down que conquistó las estaciones de radio y llegó a unas posiciones principales en las listas. Especialmente Shine On tuvo gran presencia en la radio y subió al Top 20 de las listas oficiales de la mayoría de los países europeos y americanos, y además en oriente medio aún más alto.

## Historia

### 2007: Origen
Yanou y Manian experimentaron en su estudio, produciendo una versión de "Samba de Janeiro Bellini". El título era "R.I.O." que se lanzó como sencillo, pero en forma de remixes por artistas como Spencer & Hill, Stereo Palma o MYPD, Manian y Yanou. La canción apareció en muchos sellos en toda Europa. Aunque en Alemania, tuvo un éxito limitado, en España, su versión alcanzó el top 10.
Tomaron este proyecto en el invierno de 2007 y mezclaron la pista nuevamente. El 9 de noviembre de 2007, la canción apareció en las tiendas, regrabada como "De Janeiro". La canción original "R.I.O." apareció en este sencillo como Spencer & Hill Remix. En poco tiempo la canción se convirtió en un himno internacional de clubes bailables. El sencillo alcanzó el número 8 en la lista española y el número 14 en los Países Bajos.

### 2008-2009: "Shine On"
Unos meses después del lanzamiento de "De Janeiro", el dúo lanzó "Cool" de Lowrida en febrero de 2008. En mayo, Yanou remezcló "Children of the Night". Los dos productores de Colonia descubrieron al cantante y rapero británico de 36 años Tony T., quien finalmente se unió al proyecto como vocalista y líder. Poco después, comenzaron como un trío para trabajar en nuevas canciones y preparar su álbum debut.
En junio, lanzaron su primer sencillo "Shine On". Su popularidad alcanzó el sur de Europa y todo el Medio Oriente, incluida en la mayoría de los países europeos, incluido el número 25 en Alemania, 21 en Austria, 17 en Suiza y 22 en España. El video obtuvo más de 30 millones de visitas en YouTube. En septiembre de 2008, se presentaron por tercera vez como equipo de productores.
El siguiente fue "Turn the Tide" con R.I.O. (Manian) y la cantante Alia. La versión original vino del proyecto de trance vocal Sylver de 2000.
En diciembre apareció "When the Sun Comes Down". En noviembre de 2008, fueron elegidos en el "Kontor Top of the Clubs Vol 41". El sencillo alcanzó la lista de los diez primeros del top 40 neerlandés, la lista española y el puesto 22 en el top 100 neerlandés. Tuvo menos éxito en Alemania, Austria y Suiza. No se lanzó ningún video musical oficial.
El 10 de julio de 2009, R.I.O. lanzó "After the Love". Este sencillo fue utilizado en la compilación The Dome Summer 2009. En Austria, la canción alcanzó el número 41 y el número 65 en Alemania, Países Bajos y Portugal. En octubre, el trío mezcló la canción "Brighter Day" y en noviembre "Serenade" como descarga. El sencillo se basa en la canción homónima de la banda de rock estadounidense Steve Miller Band de 1976. Steve Miller y C. McCarthy fueron acreditados como compositores.

### 2010: Primer Álbum
En 2010 colaboraron con la cantante holandesa Liz Kay. Su colaboración condujo a "Something About You" y "Watching You". Las canciones aparecieron el 12 de febrero y se convirtieron en otro éxito. Se quedaron atrapados durante nueve semanas en el número 19 en Bulgaria. En Portugal, el sencillo debutó en el número 49 y subió durante seis semanas al número 34.
El 19 de febrero, el trío lanzó su primer álbum de estudio Shine On (The Album). Contenía todos los sencillos lanzados anteriormente, así como algunas pistas nuevas. En septiembre se lanzó una versión de lujo, que también contenía "Hot Girl". Ninguno de estos lanzamientos alcanzó el Top 100.
El séptimo sencillo "One Heart" apareció en tres variaciones. Fue considerado un sencillo de dos pistas en febrero en los Países Bajos. Del mismo modo, la canción fue lanzada como un doble sencillo con "Can You Feel It", en algunos países, así como un sencillo triple con "Can You Feel It" y "Lay Down" en abril en el resto de Europa. En la versión solista de "One Heart", Tony T. canta. En Internet, una segunda versión agregó a la cantante Nina Nyembwe. En los Países Bajos, el sencillo llegó a la lista durante 4 semanas, superando el número 24. En Portugal, el sencillo llegó al número 21 y permaneció durante 25 semanas.
"Hot Girl" fue el último lanzamiento de Shine On (The Album). Sin embargo, apareció solo en la Edición Deluxe. La canción fue lanzada el 28 de octubre como un sencillo promocional en los Países Bajos, donde estuvo posicionado durante dos semanas. Agregaron un video musical por primera vez después de "After the Love". Apareció el 13 de julio en YouTube y fue visto más de dos millones de veces. El único éxito comercial fue en los Países Bajos. "Hot Girl" es uno de los mayores éxitos de su club. Además, la canción marcó su transición del reggae al estilo house.

### 2011: "Sunshine" y "Turn This Club Around"
El 11 de febrero de 2011, R.I.O. publicó "Like I Love You" como el primer sencillo y un anuncio para su segundo álbum de estudio Sunshine. Con "Like I Love You" alcanzaron la mitad superior de las listas nuevamente. El video fue subido al canal de YouTube Kontor Records el 4 de enero y fue visto más de 25 millones de veces. La parte instrumental de la canción fue un sample de la canción del mismo título del trío de baile The Hitmen. Junto con Dan Winter, y el seudónimo Black Toys Manian mezclaron la canción al estilo de la canción original.
En febrero de 2011, R.I.O. mezcló el sencillo "Good Vibe" de Good Vibe Crew junto con Cat. The Good Vibe Crew es otro proyecto de Manian y Yanou. La canción fue lanzada el 25 de febrero en Zooland, pero no fue un éxito.
La sucesora de "Like I Love You" fue "Miss Sunshine", una versión de "Sunshine" de 2001, producida por Dance Project Dance Nation. Esta canción de posicionó en todos los países de habla alemana de Europa. Fue lanzado en mayo, en paralelo con Sunshine. Sunshine presentó viejas y nuevas canciones. El álbum llegó al número 49 de la lista suiza durante dos semanas. También en mayo lanzaron su primer sencillo no discográfico "One More Night", una versión de la misma canción de Phil Collins, como un sencillo descargable.
A mediados de 2011, Manian y Yanou conocieron al cantante y rapero estadounidense U-Jean, que había despertado un gran revuelo con Carlprit. Juntos grabaron la canción "Turn This Club Around", que sirvió como anuncio para el próximo álbum. Alcanzó su punto máximo en el número uno en iTunes, donde permaneció durante 3 semanas. En las listas de control de medios, "Turn This Club Around" fue el número tres, mientras que en Suiza alcanzó la cima. Fue su primer sencillo en el Reino Unido, alcanzando el puesto 36. Fue su primera carta en Canadá. En Alemania, Austria y Suiza, R.I.O. ganó discos de oro por más de 150,000 unidades vendidas. Llegó a las listas de fin de año de Alemania, Austria y Suiza, a 48, 72 y 60 respectivamente.
En septiembre, el trío remezcló "1234" de Carlprit. Esta mezcla se convirtió en la única versión oficial de la canción. El estilo del remix es similar al exitoso sencillo "Turn This Club Around". Coincidiendo con el lanzamiento de su tercer álbum de estudio, Turn This Club Around, lanzaron su decimotercer sencillo "Animal", que fue otra colaboración con U -Jean. La canción debutó en el número 48 en Alemania, 51 en Suiza y alcanzó el 33 en la lista austriaca. Muchos críticos compararon el sencillo con la canción "Levels" del sueco DJ Avicii.

### 2012: "Turn This Club Around (Deluxe Edition)"
En marzo de 2012, Tony T., dejó el grupo para concentrarse en su carrera en solista. Poco después, lanzó "Way to Rio". Manian y Yanou remezclaron "Rock This Club" de King & White en colaboración con Cimo.
Manian y Yanou grabaron el siguiente sencillo de R.I.O., "Party Shaker", con el cantante estadounidense Nicco. Fue un gran éxito en Alemania, Austria, Suiza y Países Bajos. "Summer Jam" alcanzó el puesto número 2 en Austria y Suiza y el número 7 en Alemania. Es una versión de "Summer Jam" del Proyecto Underdog.

### 2013-2014: "Ready or Not"
Su primer sencillo en 2013 fue "Living in Stereo", con Howard Glasford (voz) más conocido por el sencillo de Shakira "Un poco de amor". Fue lanzado en marzo. El sencillo alcanzó el número 70 en Alemania, 32 en Suiza y 41 en Austria.
El 10 de mayo, R.I.O. lanzó el álbum y el sencillo con el mismo nombre "Ready or Not". El álbum alcanzó puesto número 4 en Suiza, 26 en Austria y 47 en Alemania. El sencillo saltó a 54 en Alemania y alcanzó su punto máximo en 40 en Austria. Más tarde se posicionó en Suiza durante una semana.
El 2 de agosto lanzaron una mezcla de ocho minutos, que consistía en "Turn This Club Around", "Like I Love You", "Animal", "Ready or Not", "Summer Jam", "Party Shaker" y "Shine On ". Además, los diversos videos musicales de las canciones fueron editados juntos. Se ofreció en Kontor Summer Jam 2013, así como en sencillo en iTunes. En pocas horas alcanzó el top 100 en iTunes. En la lista de singles, la canción apareció después de una semana. En Alemania y Austria llegó al puesto número 19.
A finales de agosto apareció un anticipo de "Komodo (Hard Nights)" y lo publicaron el 27 de septiembre. Esta fue otra colaboración con U-Jean. El uso de sintetizadores fue demasiado similar a "The Code" de W&W y Ummet Ozcan. Esta canción fue un cover de "Komodo" de Mauro Picotto, usando sonidos de fondo similares. La pista llegó a las listas de descarga de todos los servicios de música en línea en horas. En la lista de singles alemanes, alcanzó el puesto 58. En Austria y Suiza, "Komodo (Hard Nights)" debutó en el número 45.
En octubre apareció una nueva remezcla como una reinterpretación de "Maria (I Like It Loud)" por Scooter en 2003, que se destacó por 20 años. La versión de Scooters era en sí misma un remix. La primera versión fue de 1997 por Marc Acardipane, Marshall Masters y The Ultimate MC como "I like it loud".

### 2014-2015: "One in a Million" y la desaparición del éxito
El 4 de julio de 2014, R.I.O. y U-Jean lanzaron "One in a Million", basado en el estilo Big-Room. El sencillo llegó a las listas de Alemania, Austria y Suiza. "Thinking of You" consiste en la voz del compositor Andrés Banillas, así como "Sun Is Up". Estos mostraron un estilo más tranquilo y no se posicionaron.
En otoño, R.I.O. y U-Jean lanzaron "Cheers to the Club". Se suponía que era un sencillo de U-Jean, pero decidieron lanzarlo como un sencillo de colaboración. La pista de house comercial no llegó a posicionarse.

### 2017: El regreso con "Headlong"
El 16 de marzo de 2017, su sello "Kontor Records" confirmó que el dúo regresaría. Un día después presentaron "Headlong", una mezcla de deep house y tropical house. El segundo sencillo del regreso fue lanzado como "The Sign" con Vengaboys.

## Discografía

### Álbumes
| Año  | Sencillo                               | Posiciones | Posiciones | Posiciones | Detalles                                                                                            |
| Año  | Sencillo                               | GER        | AUT        | SWI        | Detalles                                                                                            |
| ---- | -------------------------------------- | ---------- | ---------- | ---------- | --------------------------------------------------------------------------------------------------- |
| 2010 | Shine On (The Album)                   | —          | —          | —          | - Publicado: 19 de febrero de 2010 - Marchamo: Zooland Records - Formatos: CD, distribución digital |
| 2011 | Sunshine                               | —          | —          | 49         | - Publicado: 13 de mayo de 2011 - Marchamo: Zoo Digital - Formatos: CD, distribución digital        |
| 2011 | Turn This Club Around                  | —          | —          | 48         | - Publicado: 2 de diciembre de 2011 - Marchamo: Kontor Records - Formatos: CD, distribución digital |
| 2012 | Turn This Club Around (Deluxe Edition) | 66         | 29         | 28         | - Publicado: 24 de agosto de 2012 - Marchamo: Kontor Records - Formatos: CD, distribución digital   |
| 2013 | Ready or Not                           | 47         | 26         | 4          | - Publicado: 10 de mayo de 2013 - Marchamo: Kontor Records - Formatos: CD, distribución digital     |

### Singles
| Año  | Sencillo                                             | Posiciones | Posiciones | Posiciones | Posiciones | Posiciones | Posiciones | Posiciones | Posiciones | Álbum                                  |
| Año  | Sencillo                                             | GER        | AUT        | FRA        | NL         | NOR        | SWE        | SWI        | UK         | Álbum                                  |
| ---- | ---------------------------------------------------- | ---------- | ---------- | ---------- | ---------- | ---------- | ---------- | ---------- | ---------- | -------------------------------------- |
| 2007 | "De Janeiro / R.I.O."                                | —          | —          | —          | 14         | —          | —          | —          | —          | Shine On (The Album)                   |
| 2008 | "Shine On"                                           | 25         | 21         | 8          | 43         | —          | 10         | 17         | —          | Shine On (The Album)                   |
| 2008 | "When the Sun Comes Down"                            | 63         | 54         | —          | 22         | —          | —          | 62         | —          | Shine On (The Album)                   |
| 2009 | "After the Love"                                     | 65         | 41         | —          | 66         | —          | —          | —          | —          | Shine On (The Album)                   |
| 2009 | "Serenade"                                           | 97         | —          | —          | —          | —          | —          | —          | —          | Shine On (The Album)                   |
| 2010 | "Something About You / Watching You" (feat. Liz Kay) | —          | —          | —          | —          | —          | —          | —          | —          | Shine On (The Album)                   |
| 2010 | "One Heart"                                          | —          | —          | —          | 68         | —          | —          | —          | —          | Shine On (The Album)                   |
| 2010 | "Hot Girl"                                           | —          | —          | —          | 90         | —          | —          | —          | —          | Shine On (The Album)                   |
| 2011 | "Like I Love You"                                    | 31         | 35         | —          | 29         | —          | —          | 69         | —          | Sunshine                               |
| 2011 | "Miss Sunshine"                                      | 50         | 44         | —          | 54         | —          | —          | 43         | —          | Sunshine                               |
| 2011 | "One More Night"                                     | —          | —          | —          | —          | —          | —          | —          | —          |                                        |
| 2011 | "Turn This Club Around" (feat. U-Jean)               | 3          | 5          | 96         | 43         | —          | —          | 1          | 36         | Turn This Club Around                  |
| 2011 | "Animal" (feat. U-Jean)                              | 48         | 33         | 111        | 47         | —          | —          | 51         | —          | Turn This Club Around                  |
| 2012 | "Party Shaker" (feat. Nicco)                         | 10         | 10         | 5          | 29         | 8          | —          | 6          | —          | Turn This Club Around (Deluxe Edition) |
| 2012 | "Summer Jam" (feat. U-Jean)                          | 7          | 2          | 92         | —          | —          | —          | 2          | —          | Turn This Club Around (Deluxe Edition) |
| 2013 | "Living in Stereo" (feat. Howard Glasford)           | 70         | 42         | —          | —          | —          | —          | 32         | —          | Ready or Not                           |
| 2013 | "Ready Or Not" (feat. U-Jean)                        | 54         | 40         | —          | —          | —          | —          | 64         | —          | Ready or Not                           |
| 2013 | "Megamix"                                            | 19         | 19         | —          | —          | —          | —          | —          | —          |                                        |
| 2013 | "Komodo (Hard Nights)" (feat. U-Jean)                | —          | —          | —          | —          | —          | —          | —          | —          |                                        |

### Colaboraciones
| Año  | Sencillo                     | Posiciones | Posiciones | Posiciones | Posiciones | Posiciones | Posiciones | Posiciones | Posiciones |
| Año  | Sencillo                     | GER        | AUT        | FRA        | NL         | NOR        | SWE        | SWI        | UK         |
| ---- | ---------------------------- | ---------- | ---------- | ---------- | ---------- | ---------- | ---------- | ---------- | ---------- |
| 2011 | "Night Nurse" (con. Cascada) | —          | —          | —          | —          | —          | —          | —          | —          |